# 西野成人
西野 成人 （にしの しげと、1987年5月31日 - ）は日本の元俳優。東京都出身。身長180cm。血液型はA型。元プロダクション尾木所属。
趣味はカラオケ・映画・テレビ・音楽鑑賞。特技は空手・テニス・水泳・スキー。

## 人物・経歴
- 慶應義塾幼稚舎・慶應義塾高等学校を経て慶應義塾大学経済学部に在籍。
- 「日吉祭」（慶應義塾高等学校文化祭）にて、ミスター慶應に選ばれる。
- 2005年、第18回ジュノン・スーパーボーイ・コンテスト審査員特別賞受賞。

## 主な出演作品

### テレビ
- マイ☆ボス マイ☆ヒーロー（2006年7月8日-9月16日、日本テレビ）
- エリートヤンキー三郎（2007年4月-6月、テレビ東京）

### 雑誌
- JUNON 2007年4月号（主婦と生活社）

### CM
- au（2007年4月28日-）